# F.L. Smidth & Co. familiefilm - 1928
|  | Denne artikel er oprettet af botten Steenthbot ud fra en ekstern database. Den kan derfor have sproglige fejl eller mangler. Denne skabelon kan fjernes efter kontrol af indholdet. |

F.L. Smidth & Co. familiefilm - 1928 er en dansk dokumentarisk optagelse fra 1928.

## Handling
Privat familiefilm af erhvervsfamilierne omkring F.L. Smidth & Co., grundlagt af ingeniørerne Frederik Læssøe Smidth (1850-1899), Alexander Foss (1858-1925) og Poul Larsen (1859-1935). Familierne kom også sammen privat. Her er de bl.a. i sommerhuset i Skeldal nær Salten Langsø i Midtjylland.

Følgende indholdsbeskrivelse stammer fra filmens originale dåse:

"Sidney og Jørgen på Skeldal. Torkild, Frederik jun. i legevogn, Krølle og Harriet. Frederiks, Rinas og Søsters børn. Doktor Isager. Der rives og graves. Mormor med børnebørn i skoven. Rina og Annie med legevogn som polstres med lyng. Billeder fra gården på Skeldal, et hølæs. Rina og Søster med puder ved Skeldal. Sidney og Jørgen skåler, der spises på legepladsen. Afsked med Myginds."